# 論田川 (岐阜県)

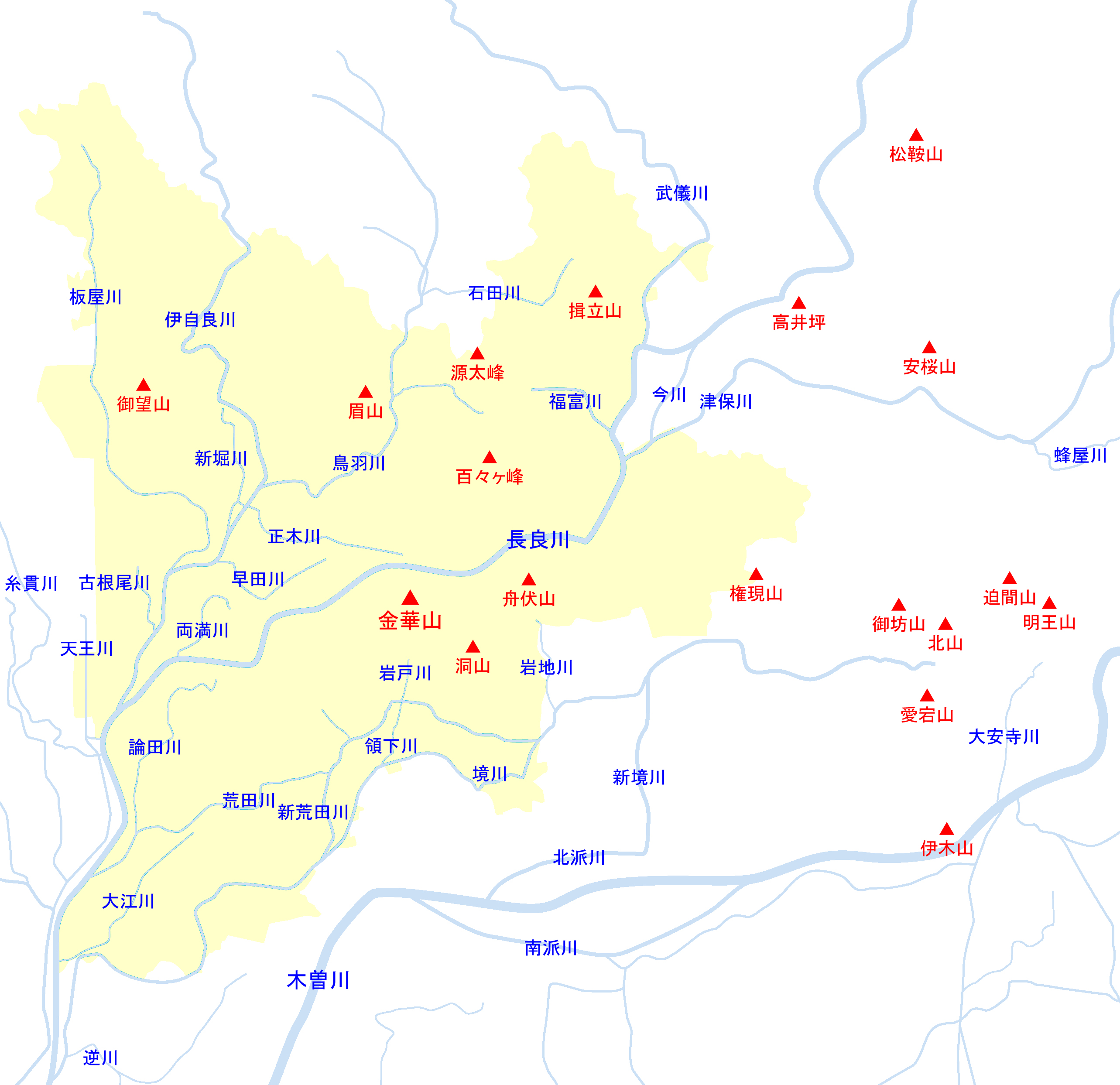
岐阜市周辺主要河川の位置関係図

論田川（ろんでんがわ）は、木曽川水系の一級河川。岐阜県岐阜市を流れる。荒田川・長良川を経て伊勢湾に至る木曽川の3次支川。

## 流域
岐阜県岐阜市中央部の岐阜市本荘付近が源である。長良川の堤防付近から発している。本荘中学校付近から西進し、旧中山道に沿い、鏡島弘法付近から南流する。鏡島小学校校庭内を通過し、市立岐阜商業高校の東側、JR西岐阜駅の西側を通過、南西に流れを変える。国道21号穂積大橋付近で長良川左岸に沿って南流する。岐阜市高河原付近で荒田川に合流する。

## 水害
1976年（昭和51年）9月の水害では、川の水があふれ、大きな浸水被害があった。

## 環境
論田川は岐阜市街地を流れる都市河川と言える。かつては生活排水が大量に流れ込み、水質汚濁が進んでいた。近年、行政及び地域住民による水質改善の取り組みが進んでいる。